# Cosola
Cosola (Cözra in ligure) è una frazione di Cabella Ligure, in provincia di Genova fino all'unità d'Italia, oggi in provincia di Alessandria.

## Geografia fisica
Il centro è situato in alta Val Borbera, alle pendici dei monti Chiappo (1.699 m), Ebro (1.701 m) e Cavalmurone (1.670 m), ad un'altitudine di 894 m. 
La frazione si trova sulla strada per Zerba (PC) in val Boreca e per Santa Margherita di Staffora (PV) in valle Staffora ed è una località di villeggiatura.

## Società

### Evoluzione demografica
Popolazione censitaAnno0306090120150180210186119011954198619982011Popolazione

### Istituzioni, enti e associazioni
- Associazione Albergatori e Ristoratori Valli Borbera e Spinti, fondata nel 1978, ha come scopi la promozione delle attività associate, la cucina tipica, i prodotti locali, la bellezza del territorio della Val Borbera e Valle Spinti
- Pro Loco
- Associazione Musa, organizzazione culturale che difende le tradizioni di Cosola e delle 4 province
- Coro Voci Libere

## Cultura

### Eventi
Nella località si organizza dal 2000 A Curmà di pinfri che celebra le musiche delle quattro province (GE, AL, PV, PC) ed in particolare del piffero appenninico.

## Geografia antropica
La frazione è divisa nei nuclei di:
- Montaldo di Cosola - a nord della SP 140
- Aie di Cosola - a sud della SP 140